# Raimon Panikkar
Raimon Panikkar, nome completo Raimon Panikkar Alemany (Barcellona, 2 novembre 1918 – Tavertet, 26 agosto 2010), è stato un filosofo, teologo, presbitero e scrittore spagnolo, di cultura indiana e spagnola.
È stato una guida spirituale del XX secolo e innovatore del pensiero, teorizzatore e testimone del dialogo interculturale e dell'incontro tra le religioni. Sacerdote cattolico, fu autore di oltre sessanta libri e di diverse centinaia di articoli su religioni comparate e dialogo interreligioso. Fu al tempo stesso docente e mistico.

## Biografia

### Origini familiari
Panikkar nasce da madre cattolica, di famiglia borghese catalana (Carme Alemany, † 1975), e da padre indiano induista, originario del Kerala (Ramuni Panikkar, 1885 -1954), a Sarriá, un quartiere di Barcellona: "Non mi considero mezzo spagnolo e mezzo indiano, mezzo cattolico e mezzo indù, ma totalmente occidentale e totalmente orientale".
Il padre, discendente del casato aristocratico Nair della regione del Malabar nello stato del Kerala in India, aveva studiato in Inghilterra (dove aveva ottenuto passaporto britannico) e si era stabilito nel 1916 in Spagna, paese neutrale nella grande guerra. A Barcellona era diventato rappresentante di una società chimica tedesca ed aveva avuto due figli e due figlie (Raimon, Josep-Maria, Mercé e Salvador). Secondo Raimon Panikkar, "Tra mio padre e mia madre regnava un'armonia profonda anche se appartenevano a due diverse tradizioni".

### Studi e partecipazione all'Opus Dei (1936-1964)
Nel 1935 si diploma presso i gesuiti di Barcellona, e si iscrive alle facoltà di scienze e di lettere. Nel 1936, per sfuggire alla guerra civile spagnola, si trasferisce con la famiglia a Bonn, in Germania, da dove rientra da solo, in bicicletta, in Spagna nell'estate del 1939. Completa gli studi in Spagna laureandosi in scienze all'Università di Barcellona (1941) e in lettere a quella di Madrid (1942).
Nel 1940, al rientro dalla Germania, si avvicina al primo nucleo di fedeli laici dell'Opus Dei, instaurando una stretta relazione con Escrivá de Balaguer. Panikkar fu membro dell'Opus Dei per vent'anni tra Barcellona e Madrid. Nel 1946, su suggerimento di Escrivá, Panikkar riceve l'ordinazione sacerdotale. In seguito, Panikkar ha parlato del suo periodo nell'Opus Dei, dichiarando solo di non essere entrato nell'Opus come chi entri "in un club", ma in una organizzazione ecclesiale e di non essere "pentito di quella tappa della mia vita... la linea della vita non è retta né a zigzag" e:
(Raimon Panikkar, Pellegrinaggio e ritorno alla sorgente, Milano, Jaca Book, 2011, p. 125)
Nel 1946 ottiene il dottorato in lettere e filosofia all'Università Complutense di Madrid con la tesi El concepto de Naturaleza (poi pubblicata): "Preoccupato dal problema teologico del soprannaturale quale substrato metafisico di una antropologia integrale che parla all'uomo personale e concreto, al cristiano reale e storico, dovetti affrontare prima il problema metafisico della natura".

### Insegnamento universitario e primi scritti (1946-1950)
Fino al 1950 insegna Filosofia della Storia e Psicologia all'Università Complutense, tenendo inoltre lezioni al Seminario Diocesano, all'Istituto di Scienze sociali Leone XIII e in varie università in Spagna e America Latina. Ricopre l'incarico di Segretario Generale del Congresso di Filosofía a Barcellona (1948), e primo segretario della Sociedad Española de Filosofía. A partire dal 1942 partecipa al Consejo Superior de Investigaciones Científicas e dell'Institudo de Filosofía "Luis Vives"; sostiene la rivista Síntesis (1943), ed è cofondatore della rivista Arbor (1944).
Panikkar inizia a scrivere, prima inedito, quindi partecipando a riviste spagnole, francesi, italiane e tedesche. Pubblica i primi libri presso la casa editrice Rialp, di cui cura la "Colección Patmos". Il suo Prologo a La Virgen María di J. Guitton (1952) gli causa problemi con la gerarchia ecclesiastica spagnola. Redige inoltre Cometas. Fragmentos de un diario espiritual de la postguerra (pubblicato solo più tardi; Madrid, 1972), in cui racconta della sua esperienza prima dell'incontro con l'India.
Dal 1950 al 1953 risiede a Salamanca. Quindi si sposta a Roma, dove nel 1954 ottiene il dottorato in teologia presso la Pontificia Università Lateranense.

### La scoperta dell'India (1954-1966)
A 36 anni si reca in missione apostolica in India. L'incontro e la conoscenza di induismo e buddhismo cambiano il suo atteggiamento, senza modificare il suo cristianesimo: "Sono partito cristiano, mi sono scoperto hindú e ritorno buddhista, senza cessare per questo di essere cristiano".
Risiede nella città santa indù di Varanasi, sopra un vecchio tempio di Shiva, accanto al Gange, dedicandosi allo studio, alla scrittura, alla preghiera e alla meditazione. Lavora come ricercatore nelle Università di Varanasi e di Mysore, riconoscendo la cultura indiana come parte delle proprie radici.
Tre incontri con monaci cristiani compenetrati nell'induismo segnano la sua formazione indiana:
il monaco Jules Monchanin (Swami Paramarubiananda, 1895-1957), il monaco benedettino Henri Le Saux (Swami Abhishiktananda, 1910-1973), che fondarono l'ashram Saccidananda, e il benedettino inglese Bede Griffiths (Swami Dayananda, 1906-1993). Da loro Panikkar comprende la possibilità di essere insieme cristiani e indù, superando il dualismo attraverso l'intuizione advaita. In seguito, Panikkar presiederà la Abhishiktananda Society (1978-1988).
Panikkar lavora sull'ateismo buddhista per un'enciclopedia italiana pubblicata in seguito (G. Girardi, L'ateismo contemporaneo), ed intrattiene rapporti sulla mistica hindú in India con Bhikkhu Kashyapa, e sulla mistica buddhista con il XIV Dalai Lama.
Nel 1958, durante un viaggio in Europa, ottiene il Dottorato in Scienze all'Università di Madrid con la tesi Algunos problemas limítrofes entre ciencia y filosofía. Sobre el sentido de la ciencia (1958), in seguito pubblicato come Ontonomía de la ciencia. Sobre el sentido de la ciencia y sus relaciones con la filosofía (Madrid 1961).
Nel 1961 difende la propria tesi in Teologia a Roma: The Unknown Christ of Hinduism diventerà uno dei suoi libri più tradotti e pubblicati. Panikkar espone la presenza viva di Cristo nell'induismo, esaminando la relazione tra questo e il cristianesimo. Si trattiene per un periodo a Roma, insegnando in varie università e partecipando alle attività del Concilio Vaticano II.
Dal 1964, rientrato in India, collabora al Christian Institute for the Study of Religion and Society approfondendo questioni di filosofia indù. Tiene lezioni di cultura indù in vari paesi latinoamericani e nel 1966 è delegato degli Stati Indiani al Colloquio dell'UNESCO a Buenos Aires, mentre continua a pubblicare articoli in riviste accademiche occidentali ed orientali.

### Il periodo accademico in California (1966-1987)
Uno dei suoi articoli viene notato da un professore di Harvard, che lo invita ad insegnare negli Stati Uniti. Per vent'anni, Panikkar viaggia tra India e America, dando lezioni di religioni comparate in diverse università degli Stati Uniti e dell'America Latina. A partire dal 1971 si stabilisce all'Università di California a Santa Barbara, come titolare della cattedra di Filosofia Comparata della Religione e Storia delle Religioni, pur continuando a recarsi periodicamente a Varanasi. In questo periodo pubblica numerosi articoli e la maggior parte dei suoi libri.
"Trascorsi un quarto di secolo tra una delle città più ricche, dello stato più ricco, della nazione più potente e l'esatto contrario (a dodici ore di fuso orario) una delle città più caotiche, in uno degli stati più sottosviluppati, di uno dei paesi più poveri del mondo: tra Santa Barbara, in California, negli Stati Uniti, e Varanasi, nell'Uttar Pradesh, in India. La mia vita interiore era, letteralmente, l'unico punto di unione tra due sfere della mia vita".

### Il rientro in Catalogna (1987-2010)
Ritiratosi dalla vita accademica, Panikkar si stabilisce a Tavertet, paesino ai piedi dei Pirenei che aveva visitato nel 1983. Conduce una vita ascetica, pur partecipando alla vita culturale e religiosa catalana, tramite pubblicazioni su giornali e riviste. Il ritorno alla Catalogna costituisce per Panikkar il completamento del proprio karma: "chiudere il cerchio o radicare la mia vita, tornando al luogo dove sono nato". Il 16 dicembre 1984 sposa con rito civile tale Maria-Gonzalez Haba, una studiosa di materie orientali conosciuta a Monaco di Baviera. La diocesi di Vic, competente per territorio, lo sospende a divinis Latae sententiae.
Dal 1998 conduce le attività di Vivarium, centro di studi interculturale. Continua a scrivere e pubblicare, ex novo e rielaborando vecchi scritti. Quasi metà dei suoi lavori vengono pubblicati negli anni '90.
Nel 2005, insieme ad un gruppo di amici e filantropi italo-svizzeri, crea Arbor Archiviato il 18 maggio 2021 in Internet Archive., la fondazione che diffonderà il suo pensiero ed in India realizzerà il suo principio di collaborazione interreligiosa per la lotta alla povertà in migliaia di villaggi rurali e tribali.
Nell'ultimo periodo, tra le sue attività di conferenziere, Panikkar si reca spesso in Italia e segue gruppi di dialogo e di incontro interreligioso. Insieme ad alcuni rappresentanti delle grandi religioni del mondo si occupa di un programma per la condivisione di esperienze e pratiche dei grandi mistici "The spirit of religion" che darà spunto per il convegno internazionale di Venezia del 2008 che ha riunito studiosi da tutto il mondo in occasione del suo 90º compleanno, durante il quale viene presentato il frutto del lavoro del gruppo, riportato nel libro I mistici nelle grandi tradizioni e del primo volume dell'Opera Omnia (in XVI volumi) pubblicati dalla casa editrice Jaca Book in collaborazione con la Fondazione Arbor Archiviato il 18 maggio 2021 in Internet Archive..  Nello stesso anno la fondazione Arbor insieme all'Università di Torino e al movimento Mezzopieno inaugura la prima cattedra universitaria dedicata al grande maestro, fondando la cattedra Raimon Panikkar in finanza etica.
Alcune sue presenze significative: Città di Castello nel settembre 2003; Milano, Udine, Venezia nel marzo 2004 (dove si è confrontato con Emanuele Severino); Ha ricevuto nel 2001 il premio Nonino "a un maestro del nostro tempo", e, nel 2005, a Bergamo, il premio "Calepino". Nel 2004 riceve il dottorato honoris causa dall'Università di Tubinga - Germania. Nel 2005 riceve il dottorato honoris causa in Antropologia ed epistemologia delle religioni dall'Università degli Studi di Urbino "Carlo Bo". Nel 2008 riceve il dottorato honoris causa dall'Università di Gerona – Catalogna/Spagna.

## Pensiero
Il pensiero di Panikkar rappresenta un punto di incontro tra Oriente e Occidente. Nella sua opera convergono diverse realtà: la realtà umana con le sue origini multiple indù e cristiane; la realtà accademica e intellettuale, interdisciplinare, interculturale e interreligiosa. Da ciò, l'importanza del dialogo nel suo pensiero.
Una delle esigenze fondamentali è la coincidenza in uno stesso linguaggio. Il linguaggio di Panikkar è ricco, plurale ed aperto, e in esso le parole non sono meri termini concettuali, oggettivi ed univoci, ma simboli. Concependo il simbolo come espressione della realtà, la parola (simbolica) esprime l'archetipo stesso della realtà simbolizzata. Non c'è un vocabolo oggettivo ed atemporale, ma solo temporale, compromesso, e che esprime il suo proprio significato.
Per Panikkar, la realtà è sempre più ricca di qualunque teorizzazione o concettualizzazione. Ogni concetto è una semplificazione, e questa è inevitabile nell'evoluzione dei molteplici universi culturali.

### Filosofia e teologia
La filosofia di Panikkar non è solo "amore della sapienza", quanto piuttosto "sapienza dell'amore". Nel suo pensiero non c'è contrapposizione tra filosofia e teologia, al contrario tale possibilità va superata, in quanto pensiero e religione sono intimamente uniti. All'interno delle diverse esperienze delle varie religioni, ogni parte ha la volontà di aiutare a scoprire il tutto. Non affinché tutti siano cristiani o indù, ma alla ricerca di un dialogo realmente aperto, che porti alla mutua fecondità: che l'uno apprenda dall'altro.

### Pluralismo
Il problema del pluralismo sorge quando si ha una incompatibilità tra visioni diverse del mondo e, allo stesso tempo, esse sono forzate a coesistere e cercare la propria sopravvivenza. Il pluralismo inizia con il riconoscimento dell'altro, che implica la propria identità. L'essere umano è un essere in relazione, e il pluralismo autentico si manifesta come scoperta dell'altro. Il pluralismo non significa riconoscere molti modi (pluralità) ma definire molte forme per ottenere lo stesso obiettivo.

### La visione cosmoteandrica
Filosofo noto soprattutto per la sua trattazione sui generis dei temi cristologici e relativi al dialogo tra le religioni e le culture, Panikkar è uno studioso nel cui pensiero la prassi è inestricabilmente legata alla teoria, la contemplazione all'azione, la preghiera all'impegno politico (tra le altre cose, Panikkar è stato membro dell'UNESCO e del Tribunale permanente dei popoli).
La sua filosofia è tutta tesa all'integrazione delle diverse dimensioni della realtà, che egli individua nella triade umano-divino-cosmico (oppure, in termini più filosofici, coscienza-libertà-materia). In questa sua visione (che egli ha denominato cosmoteandrica, o teantropocosmica) le tre dimensioni sopra citate si coappartengono, rimanendo distinte pur senza essere separabili (abbastanza scandalosamente, almeno a prima vista) Panikkar è solito affermare che non esiste un Dio che non sia tale se non per degli uomini: insomma, le tre dimensioni citate – pur essendo perfettamente distinguibili – sono inseparabili: in tal modo Panikkar supera sia la tentazione del monismo (che aspirando ad un solo pensiero, una sola lingua, un solo stile di vita, una sola sostanza, è incapace di distinguere tra cose diverse) sia quella del dualismo, che frattura l'essere in parti incomunicanti.
Di fondamentale importanza nel suo pensiero, per il quale il sapere non è finalizzato ad una conoscenza asettica e tutto sommato sterile, ma al contrario è intriso di esperienza personale, è il tema della saggezza come arte di vivere.

### L'evoluzione dal cattolicesimo tradizionalista al dialogo intrareligioso
(La nuova innocenza)
Il pensiero di Panikkar evolve gradualmente, da una concezione cattolica tradizionalista e neotomista, verso una impostazione di universalità del dialogo intrareligioso oltre che interreligioso. Pur nella continuità della ricerca della sintesi e dell'armonia, gli scritti di Panikkar mostrano una evoluzione legata all'esperienza umana del divenire.
Il filo conduttore della produzione teologica di Panikkar rileva l'aspirazione di farsi carico dell'uomo e portarlo fino alla origine ultima, fino alla pienezza in una costante ricerca dell'armonia: "La mia grande aspirazione era ed è di abbracciare o, ancor meglio, di arrivare a essere (a vivere) la realtà in tutta la sua pienezza"
Gli anni '50 e gli anni 2000 definiscono con chiarezza concetti fondamentali del pensiero di Panikkar, quali "ontonomia" e "cristofania": "Tutto ciò che ho scritto… non lo si può capire altro che in funzione di una intuizione fondamentale dell'Essere come una cristofanía" (Mi testamento, Cometas, 1954). Lo stesso Raimon Panikkar confessava in una delle sue interviste: "Io non ho avuto un'esperienza di Damasco, non sono caduto da cavallo né ho avuto un'esperienza folgorante.… La vita la si vive… La vita ci è stata data… Siamo talmente abituati a oggettivare che subito ci facciamo eroi o ci confessiamo… Per dirlo in modo più filosofico: il gran mito dell'Occidente è la Storia… Io non scrivo la mia storia, la vivo" (Esodo, 65. 2002).

### L'incontro tra le religioni
Panikkar considera la varietà delle religioni come sentieri che – diversi e distanti in partenza – conducono verso l'unica cima, in prossimità della quale essi tendono perciò ad unirsi: «A una certa altezza non vi sono più baratri; le vie si riuniscono oltre le valli».
Per Panikkar Gesù è un nome storico del Cristo universale, di cui la storia delle religioni conosce altre concretizzazioni. Si deve affermare «Gesù è il Cristo», ma non si può semplicemente affermare «il Cristo è Gesù», poiché la categoria del Cristo «non deve essere ristretta alla sola figura storica di Gesù di Nazareth».

### La quadruplice identità
(Introduzione di Il silenzio del Buddha. Un ateismo religioso, Milano 2006.)
La vita di Panikkar lo ha condotto ad assumere un'identità multipla e quadruplice:
- cristiana, per nascita ed educazione;
- indù, per origine e riscoperta;
- buddhista, per risultato del lavoro interiore
- secolare, per contatto con il mondo occidentale.

Per Panikkar, l'incontro fecondo tra le culture dell'oriente e dell'occidente si sviluppa all'interno del proprio io, a livello intimo ed intra-religioso prima che inter-religioso:
(El diálogo interno: la insufficiencia de la llamada ‘epoché’ fenomenológica en el encuentro religioso, Salmanticensis, 2 1975)
Panikkar ha rigettato le accuse di sincretismo che gli sono state rivolte, in quanto considera il sincretismo come morte della ricchezza insita nella varietà delle esperienze religiose che riconosce essere una ricchezza fondamentale delle diverse culture umane: "Io posso dire che sono cristiano, hindú e buddhista... non posso dire che sono mussulmano o parsi, anche se ho in simpatia altre religioni e le loro tradizioni; solo in questo caso posso parlare di altre" (R. Panikkar, Elogio a P. Lapide -  Meinen wir denselben Gott? Ein Streit-gespräch, München, 1994).

## Opere
- Religione e religioni. Concordanza funzionale, essenziale ed esistenziale delle religioni. Studio filosofico sulla natura storica e dinamica della religione, Morcelliana, Brescia, 1964.
- Il Cristo sconosciuto dell'induismo, Jaca Book, Milano 2008, ed. completamente riveduta e approfondita rispetto alla prima ed.: ll Cristo sconosciuto dell'induismo, Vita e Pensiero, Milano, 1976. Ed. orig.: The Unknown Christ of Hinduism, Darton, Longman & Todd, London 1964.
- Maya e Apocalisse. L'incontro dell'induismo e del cristianesimo, Abete, Roma, 1966.
- La gioia pasquale, La presenza di Dio e Maria, Jaca Book, Milano 2007, nella prima ed. erano tre volumi separati: La gioia pasquale, La locusta, Vicenza 1968; La presenza di Dio, La locusta, Vicenza 1970 e: Dimensioni mariane della vita, La locusta, Vicenza, 1972.
- Il silenzio del Buddha. Un a-teismo religioso, Mondadori, Milano 2006, ed. completamente riveduta e approfondita rispetto alla prima ed.: Il silenzio di Dio. La risposta del Buddha, Edizioni Borla, Roma, 1992. Ed. orig.: El silencio del Dios, Guardiana de publicaciones, Madrid 1970.
- Il dharma dell'induismo. Una spiritualità che parla al cuore dell'occidente, Rizzoli (BUR), Milano 2006, nuova edizione completamente rielaborata della prima ed.: Spiritualità indù. Lineamenti, Morcelliana, Brescia 1975.
- I Veda. Mantramañjarî. Testi fondamentali della rivelazione vedica, 2 voll., Rizzoli (BUR), Milano 2001. Ed. orig. The Vedic Experience. Mantramâñjarî. An Anthology of theVedas for Modern Man and Contemporary Celebration, University of California-DLT, Berkeley-London 1977.
- Gli inni cosmici dei Veda, Rizzoli (BUR), Milano 2004. Costituisce la settima parte, Twilight, dell'ed. orig.: The Vedic Experience ecc., Berkeley-London 1977, vedi sopra.
- Iniziazione ai Veda, selezione da I Veda Mantramâñjarî, Servitium, Sotto il Monte (BG) 2003. Ed. orig.: The Vedic Experience ecc., Berkeley-London 1977, vedi sopra.
- Mito, Fede ed Ermeneutica. Il triplice velo della Realtà, Jaca Book, Milano 2000. Ed. orig.: Myth, Faith and Hermeneutics, Paulist, New York 1979.
- Beata Semplicità. La sfida di scoprirsi monaco, Cittadella, Assisi 2007. Nuova edizione rielaborata di La sfida di scoprirsi monaco, del 1991. Ed. orig.: Blessed Simplicity. The Monk as Universal Archetype, Seabury, New York 1982.
- Il dialogo intrareligioso, Cittadella, Assisi 1988. Ed. orig.: The Intrareligious Dialogue, Paulist, New York 1978, riveduta e ampliata nel 1999.
- Trinità ed esperienza religiosa dell'uomo, Cittadella, Assisi 1989. Ed. orig.: La Trinidad y la experiencia religiosa, Obelisco, Barcelona 1989.
- La torre di Babele. Pace e pluralismo, Cultura della pace, San Domenico di Fiesole (FI) 1990. Fuori stampa, inserito in parte in Pluralismo e interculturalità, Tomo I di Culture e religioni in dialogo, Vol. VI dell'Opera Omnia, Jaca Book, Milano 2009.
- La dimora della saggezza, Mondadori, Milano 2005. Nuova ed. ampliata con nuovi capitoli di Saggezza stile di vita, Cultura Della pace, San Domenico di Fiesole (FI) 1993. Ed. orig:. Der Weisheit eine Wohnung bereiten, Kösel, München 1991.
- La nuova innocenza I, II, III, CENS, Milano 1993, 1994, 1996, e La nuova innocenza. Innocenza cosciente, Servitium, Sotto il Monte (BG) 2003 (scelta di testi e 2ª ed. 2005). Ed. orig.: La nova innocència, I Llare del libre, Barcelona 1991.
- La realtà cosmoteandrica. Dio-Uomo-Mondo, Jaca Book, Milano 2004. Ed. orig. The Cosmotheandric Experience. Emerging Religious Consciousness, Orbis, Maryknoll 1993.
- Ecosofia: la nuova saggezza. Per una spiritualità della terra, Cittadella, Assisi (PG), 1993.
- Pace e disarmo culturale, Rizzoli, Milano 2003. Ed. orig.: Paz y desarme cultural, Sal Térrae, Santander 1993. Nuova ed. rivista e corretta pubblicata da: Espasa Calpe, Madrid 2002.
- I fondamenti della democrazia. Forza, debolezza, limite, Edizioni Lavoro, Roma, 2000. Ed. orig.: Fondaments de la democràcia: Força i feblesa in Els limits de la democràcia. Annals de la XIII Universitat d'estiu, Andorra la Vella, 1997, pp. 62–89.
- L'esperienza di Dio, Queriniana, Brescia 1998. Ed. orig.: Iconos del misterio: La experiencia de Dios, Península, Barcelona 1998.
- Tra Dio e il cosmo. Dialogo con Gwendoline Jarczyk, Laterza, Roma-Bari 2006. Ed. orig.: Entre Dieu et le cosmos. Entretiens avec Gwendoline Jarczyk, Albin Michel, Paris 1998.
- La pienezza dell'uomo. Una cristofania, Jaca Book, Milano, 1999. Contiene anche, ma non solo, la prima ed.: Cristofania. Nove tesi, Centro editoriale dehoniano, Bologna, 1994.
- L'esperienza filosofica dell'India, Cittadella Editrice, Assisi 2000. Ed. orig.: La experiencia filosofica de la India, Trotta, S.A., 1997.
- L'incontro indispensabile. Il dialogo delle religioni, Jaca Book, Milano, 2001.
- Pace e interculturalità. Una riflessione filosofica, Jaca Book, Milano, 2002.
- L'esperienza della vita. La mistica, Jaca Book, Milano 2005.
- La porta stretta della conoscenza. Sensi, ragione e fede, Rizzoli, Milano 2005.
- Pellegrinaggio al Kailâsa, Servitium, Sotto il Monte (BG) 2006.
- Lo spirito della parola, Bollati Boringhieri, Torino 2007.
- Mistica, pienezza di Vita, Tomo 1 di Mistica e spiritualità, Vol. I dell'Opera Omnia, Jaca Book, Milano 2008.
- Mito, Simbolo, Culto, Tomo 1 di Mistero ed ermeneutica, Vol. IX dell'Opera Omnia, Jaca Book, Milano 2008.
- Pluralismo e interculturalità, Tomo 1 di Culture e religioni in dialogo, Vol. VI dell'Opera Omnia, Jaca Book, Milano 2009.
- Visione trinitaria e cosmoteandrica: Dio-Uomo-Cosmo, Vol. VIII dell'Opera Omnia, Jaca Book, Milano 2010.
- Vita e parola. La mia Opera, Jaca Book, Milano 2010.
- Religione e religioni, Vol. II dell'Opera Omnia, Jaca Book, Milano 2011.
- Spiritualità: il cammino della vita, Tomo 2 di Mistica e spiritualità, Vol. I dell'Opera Omnia, Jaca Book, Milano 2011.
- Il ritmo dell'essere. Le Gifford lectures, Vol. X dell'Opera Omnia, Jaca Book, Milano 2012.
- Ecosofia. La saggezza della terra, Jaca Book, 2015.

### Opere come coautore
- Simbolo e simbolizzazione, Quaderni di psicoterapia infantile, Borla, Roma, 1984.
- Pace e disarmo culturale, l'altrapagina, Città di Castello (PG), 1987.
- Alle sorgenti del Gange, CENS, Milano 1994.
- Reinventare la politica, l'altrapagina, Città di Castello (PG), 1995.
- Come sopravvivere allo sviluppo, l'altrapagina, Città di Castello (PG), 1997.
- Pensare la scienza, l'altrapagina, Città di Castello (PG), 2004.
- Pellegrinaggio e ritorno alla sorgente, Milano, Jaca Book, 2012.